# A Tradição (revista)
A tradição : revista académica coimbrã teve início em 1920 em Coimbra pela Casa Tipográfica de Alves & Mourão, dirigida por Camilo Valente.